# 堀場裕充
堀場 裕充（ほりば ひろみつ、1976年10月11日 - ）は、地方競馬の金沢競馬場所属の調教師、元騎手である。

## 経歴
高卒の騎手であり、高校卒業後の秋の地方競馬教養センター試験に合格。第66期生として卒業し、地方競馬騎手免許を取得。1997年10月5日、金沢競馬第2競走でタカノマリーンに騎乗し、初騎乗初勝利を飾る。
1999年のアラブ大賞典をハシルショウリで優勝し、重賞初制覇を飾る。
2001年4月14日の金沢競馬第7競走をキタノガダボートで制し、通算100勝を達成した。
2011年12月13日の金沢競馬第8競走をテンザンメダリストで制し、通算500勝を達成した。
2023年8月6日の金沢競馬第11競走をハクサンマックスで制し、通算1000勝を達成した。
2024年7月19日、令和6年度第1回調教師・騎手免許試験において調教師免許試験に合格し、同年7月31日をもって騎手を引退。翌8月1日付けで調教師に転身した。

## 主な騎乗馬
- ハシルショウリ（1999年アラブ大賞典）
- センパツトモ（2005年プリンセスカップ）
- キヌガサダイヤ（2008年ヤングチャンピオン）
- ビッグドン（2010年スプリングカップ【金沢】）
- タートルベイ（2010年北國王冠、中日杯）
- ハクサンアマゾネス（2023年中日杯）